# Campeonato Mundial de Atletismo Sub-20 de 2021 - Revezamento 4x100 m feminino
A prova do revezamento 4 x 100 metros feminino do Campeonato Mundial de Atletismo Sub-20 de 2021 ocorreu no dia 22 de agosto de 2021 no Centro Esportivo Internacional Moi, em Nairóbi, no Quênia. 

## Recordes
Antes desta competição, os recordes mundiais e do campeonato nesta prova eram os seguintes:
|       | Nacionalidade  | Tempo | Local    | Data                |
| ----- | -------------- | ----- | -------- | ------------------- |
| WU20R | Alemanha       | 43.27 | Grosseto | 23 de julho de 2017 |
| CR    | Jamaica        | 43.40 | Kingston | 21 de julho de 2002 |
| WU20L | Estados Unidos | 43.71 | Austin   | 27 de março de 2021 |

Os seguintes recordes mundiais ou do campeonato foram estabelecidos durante esta competição: 
| Data         | Evento | Nome                                              | Nacionalidade | Tempo | Notas  |
| ------------ | ------ | ------------------------------------------------- | ------------- | ----- | ------ |
| 22 de agosto | Final  | Serena Cole Tina Clayton Kerrica Hill Tia Clayton | Jamaica       | 42.94 | WU20R, |

## Medalhistas
| Ouro                                                              | Prata                                                                                   | Bronze                                                                          |
| Jamaica · Serena Cole · Tina Clayton · Kerrica Hill · Tia Clayton | Namíbia · Ndawana Haitembu · Beatrice Masilingi · Nandi Tjanjeua Vass · Christine Mboma | Nigéria · Praise Ofoku · Favour Ofili · Anita Taviore · Tima Seikeseye Godbless |

## Cronograma
Todos os horários são locais (UTC+3).  
| Data         | Hora  | Evento |
| ------------ | ----- | ------ |
| 22 de agosto | 16:30 | Final  |

## Resultado final
A prova final foi realizada no dia 22 de agosto às 16:32. 
| Posição           | Raia | Nacionalidade | Atletas                                                                 | Tempo | Notas                |
| ----------------- | ---- | ------------- | ----------------------------------------------------------------------- | ----- | -------------------- |
| Medalha de ouro   | 5    | Jamaica       | Serena Cole Tina Clayton Kerrica Hill Tia Clayton                       | 42.94 | WU20R,               |
| Medalha de prata  | 2    | Namíbia       | Ndawana Haitembu Beatrice Masilingi Nandi Tjanjeua Vass Christine Mboma | 43.76 | AU20R,               |
| Medalha de bronze | 4    | Nigéria       | Praise Ofoku Favour Ofili Anita Taviore Tima Seikeseye Godbless         | 43.90 | Recorde da temporada |
| 4                 | 3    | Polónia       | Dorota Puzio Monika Romaszko Marta Zimna Magdalena Niemczyk             | 44.31 | AU20R                |
| 5                 | 7    | Chéquia       | Eva Kubíčková Tereza Lamačová Barbora Šplechtnová Lucie Mičunková       | 44.35 | AU20R                |
| 6                 | 1    | África do Sul | Marione Fourie Charlize Eilerd Kayla La Grange Viwe Jingqi              | 45.05 | AU20R                |
| 7                 | 8    | Finlândia     | Tanja Kokkonen Anna Pursiainen Johanna Kylmänen Sonja Stång             | DNF   |                      |
| 8                 | 6    | Itália        | Gaya Bertello Elisa Visentin Alessandra Iezzi Arianna Battistella       | DSQ   | TR24.7               |

Legenda
| Recorde mundial       | Recorde mundial (World record)               |                       | Recorde africano                      | Recorde africano (African) |                                           | Q | Classificado por posição (Qualified) |
| Recorde do campeonato | Recorde do campeonato (Championship record)  | Recorde da América    | Recorde da América (Americas)         | q                          | Classificado por melhor tempo (Qualified) |   |                                      |
| Melhor marca do ano   | Melhor marca do ano (World leading)          | Recorde asiático      | Recorde asiático (Asian)              | DNS                        | Não largou (Did not start)                |   |                                      |
| Recorde nacional      | Recorde nacional (National record)           | Recorde europeu       | Recorde europeu (European)            | DNF                        | Não terminou (Did not finish)             |   |                                      |
| Recorde pessoal       | Recorde pessoal do atleta (Personal best)    | Recorde da Oceania    | Recorde da Oceania (Oceania)          | DSQ / DQ                   | Desclassificado (Disqualified)            |   |                                      |
| Recorde da temporada  | Recorde da temporada do atleta (Season best) | Recorde sul-americano | Recorde sul-americano (South America) | NM                         | Sem marca (No mark)                       |   |                                      |